# Амброжевич, Михаил Георгиевич
Михаил Георгиевич Амброжевич (1894—1961) — поручик 170-го пехотного Молодечненского полка, герой Первой мировой войны, участник Белого движения.

## Биография
Происходил из крестьян. Выдержал испытание на звание вольноопределяющегося 2-го разряда при Минском реальном училище.
С началом Первой мировой войны поступил во 2-ю Киевскую школу прапорщиков, по окончании которой 15 октября 1915 года был произведен в прапорщики (производство утверждено Высочайшим приказом от 2 апреля 1916). Состоял в 170-м пехотном Молодечненском полку. Удостоен ордена Св. Георгия 4-й степени
За то, что в бою 25 мая 1916 года у д. Новоселка-Язловецка (Галиция), командуя 12-ю ротою названного полка и усмотрев во время сражения внезапную, энергичную и в превосходных силах атаку австрийцев во фланги и тыл 2-го батальона, поручик Амброжевич бросился со своей ротой на атакующего противника и, нанеся ему сильное поражение, обратил его в бегство, захватив действующий пулемет и 180 пленных при 5 офицерах.
Произведен в подпоручики 28 июня 1916 года, в поручики — 2 ноября того же года.
В Гражданскую войну участвовал в Белом движении на Юге России в составе Дроздовской дивизии, штабс-капитан. Галлиполиец.
В эмиграции в Болгарии. Служил чиновником больницы Красного Креста. Состоял членом правления церковно-православного братства «Св. Николай» и членом Общества галлиполийцев. Скончался в 1961 году. Похоронен на Центральном кладбище Софии.

## Награды
- Орден Святого Георгия 4-й ст. (ВП 26.01.1917)
- Орден Святой Анны 4-й ст. с надписью «за храбрость» (ПАФ 7.05.1917)